# Laudat
Laudat é uma pequena vila da Dominica, localizada entre 3 montanhas: Morne Watt, Morne Micotrine, e Morne Trois Pitons. Tem uma população de 300 habitantes. Fica aproximadamente 20 minutos da capital Roseau.